# Ymer Berisha
Ymer Berisha (ur. 13 maja 1912 we wsi Gjurgjevik i Madhe k. Kliny, zm. 11 lipca 1946 we wsi Hereq k. Gjakovy) – albański nauczyciel i działacz narodowy, organizator ruchu antykomunistycznego w Kosowie.

## Życiorys
Pochodził z zamożnej rodziny chłopskiej z Kosowa, był synem Shabana i Fazë z d. Tafili. W 1925 rodzina Berishy przeniosła się do Albanii. Uczył się w Fushë-Kruji, a następnie w szkole pedagogicznej w Elbasanie. Dzięki wsparciu Gjergji Fishty mógł wyjechać na studia do Włoch. Studiował historię i geografię na Uniwersytecie we Florencji, a także uczył się w szkole wojskowej w Rzymie. Studia ukończył w 1936. W kwietniu 1939 po agresji Włoch na Albanię powrócił do Albanii, gdzie uczył w jednej ze szkół w północnej części kraju. Mając poparcie ministra edukacji Ernesta Koliqiego przeniósł się do Kosowa i podjął pracę w gimnazjum im. Sami Frasheriego w Prisztinie, ucząc tam języka i historii Albanii.
Po kapitulacji Włoch we wrześniu 1943, wspólnie z Bernardem Llupim i Marie Shllaku utworzył organizację Besa Kombētare, która miała działać na rzecz utrzymania jedności Albanii i Kosowa. Od listopada 1943 współpracował z Albańskim Ruchem Narodowo Demokratycznym (Levizja Nacional-Demokrate Shqiptare), założonym przez Halima Spahię. Organizacja zakładała współpracę ze Stanami Zjednoczonymi i Wielką Brytanią w celu realizacji idei Wielkiej Albanii. W 1944 Ymer Berisha stanął na czele tej organizacji i objął stanowisko jej komendanta wojskowego. W sierpniu 1945 wziął udział w spotkaniu przywódców albańskich w Doberdolu, które miało wypracować wspólną strategię walki przeciwko komunistom. W tym czasie Berisha podjął współpracę z działającym na terenie Albanii Muharremem Bajraktarim. 25 lipca 1946 w rejonie wsi Blinaje miał odbyć się kongres działaczy narodowych. Miejsce spotkanie zostało jednak rozpracowane przez dowodzącego strukturami OZNA w Kosowie Spasoje Gjakovicia. Dzień później oddział, którym dowodził Berisha został otoczony w rejonie Juniku przez jednostkę OZNA, a on sam zginął w walce.
W 2024 ukazała się biografia Ymera Berishy, pióra Lusha Culaja.